# Hinesville
La ville américaine de Hinesville est le siège du comté de Liberty, dans l’État de Géorgie. Lors du recensement de 2010, sa population s’élevait à 33 437 habitants.

## Démographie
| 1880 | 1910 | 1920 | 1930 | 1940 | 1950  |
| ---- | ---- | ---- | ---- | ---- | ----- |
| 162  | 174  | 315  | 416  | 630  | 1 217 |

| 1960  | 1970  | 1980   | 1990   | 2000   | 2010   |
| ----- | ----- | ------ | ------ | ------ | ------ |
| 3 174 | 4 115 | 11 309 | 21 603 | 30 392 | 33 437 |

## Source
- (en) Cet article est partiellement ou en totalité issu de l’article de Wikipédia en anglais intitulé « Hinesville, Georgia » (voir la liste des auteurs).